# 花蓮氣象站
花蓮氣象站位於臺灣花蓮縣花蓮市，為交通部中央氣象署轄下的二等氣象觀測機構，全名為交通部中央氣象署花蓮氣象站，最初成立於日治時期，至今已有超過百年的氣候觀測紀錄。

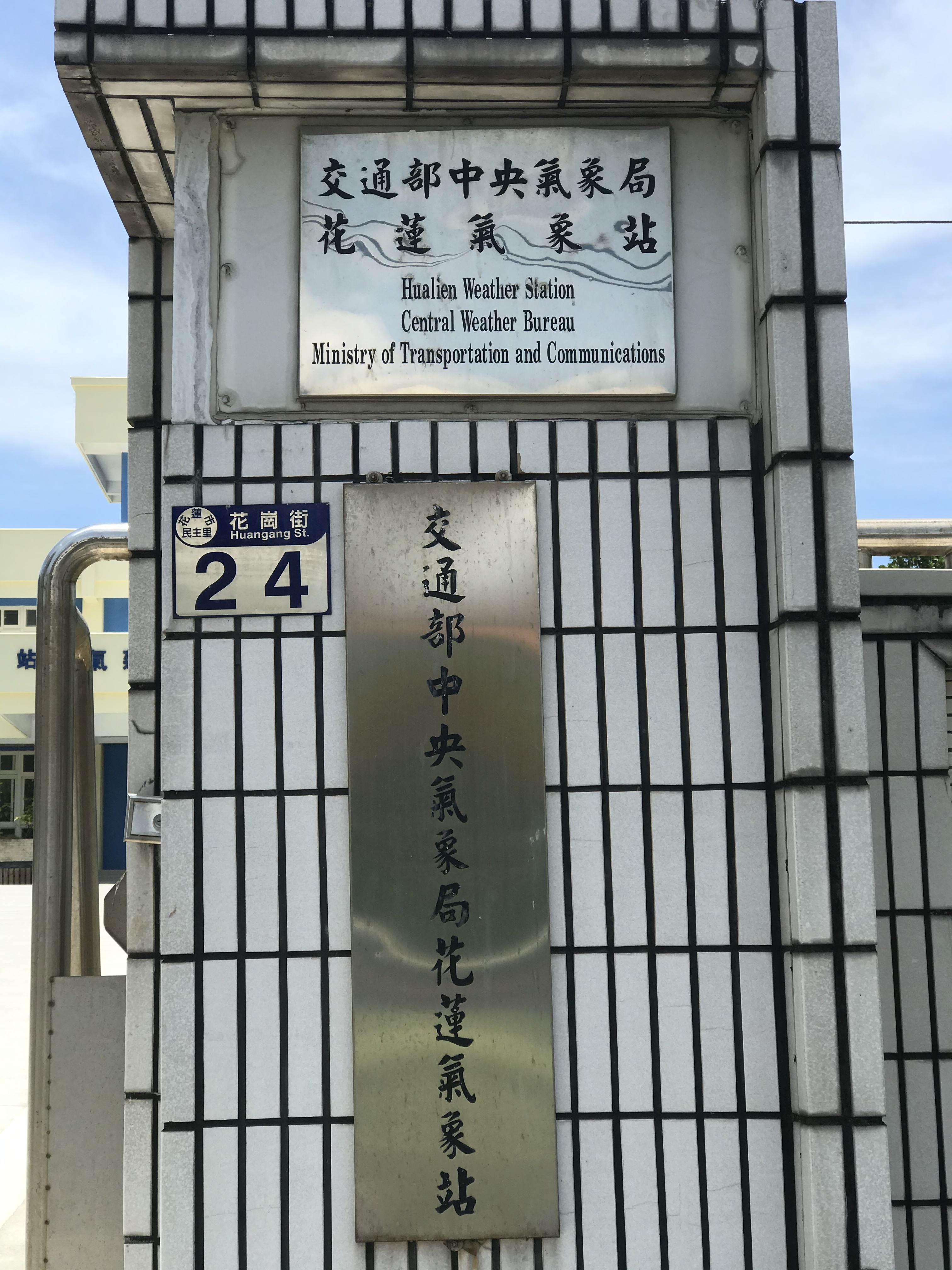
花蓮氣象站門牌

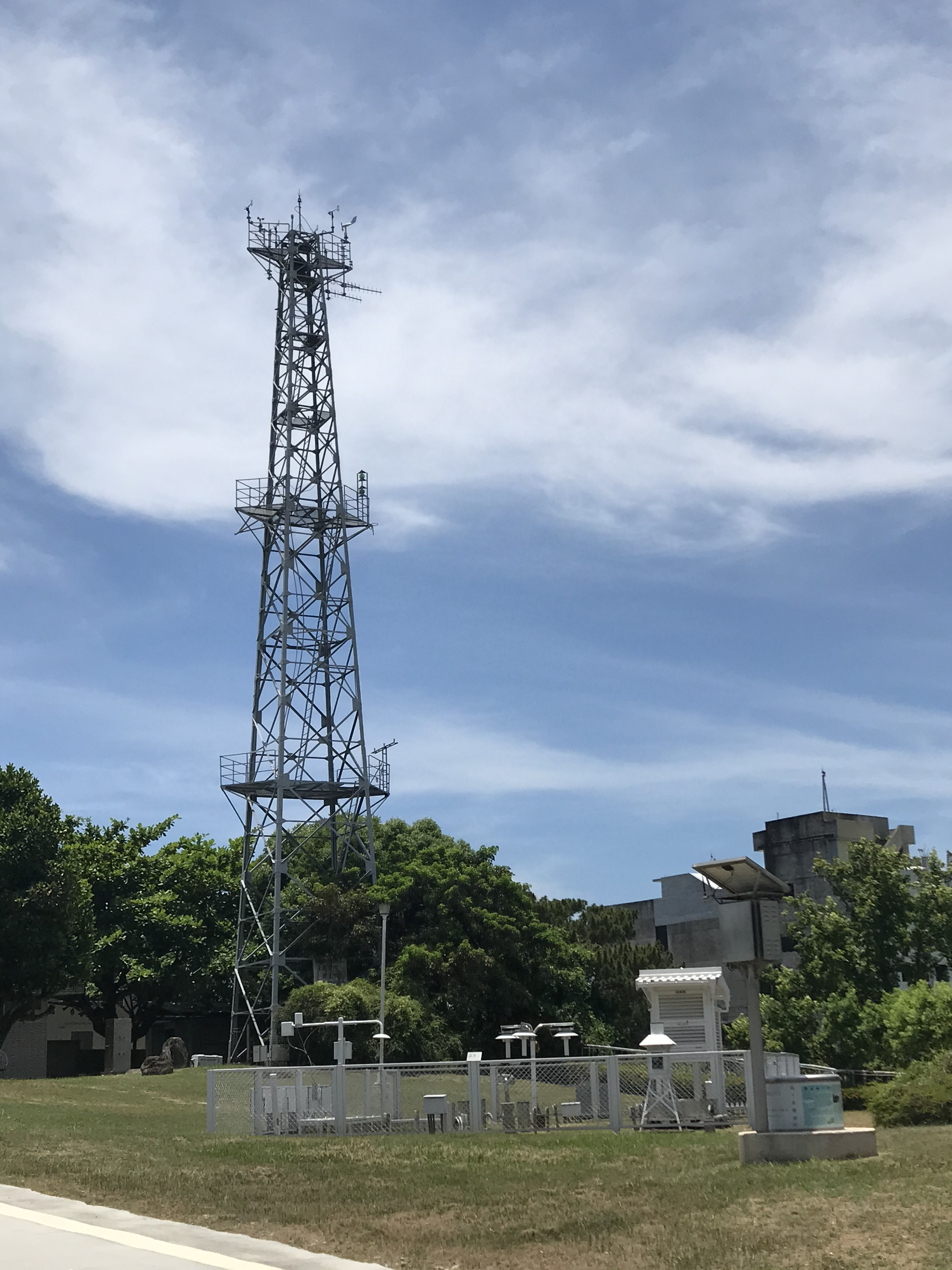
花蓮氣象站觀測坪

## 沿革

### 日治時期
1910年10月28日臺灣總督府考量花蓮港興建以後，成為臺灣東部地區重要海上交通樞紐，因外海風浪及海象變化大，恐影響海上船隻出入港作業，因此決定興建花蓮港燈臺，並同時增設與其他地方氣象測候所之相同氣象觀測設備，成為花蓮港燈臺測候站開始氣候觀測任務。
1914年鑑於花蓮地區地震頻繁，花蓮港燈臺測候站再增設大森式簡單微動計，開始初步地震觀測任務，1918年包含花蓮港燈臺在內的臺灣各地地方測候所增設地震震度器。
1920年8月花蓮港測候所興設，於施工期間仍由花蓮港燈臺測候站負責氣象觀測任務，1921年8月11日臺灣總督府告示第119號，正式編制花蓮港測候所之名稱與位置，9月起花蓮港測候所竣工啟用，取代花蓮港燈臺測候站的氣象觀測任務。中日戰爭爆發以後，臺灣作為重要軍事基地，為軍用飛機飛航安全考量，臺灣總督府於各地機場興設各測候所的飛行出張所，1940年花蓮港測候所於花蓮機場興設花蓮港飛行出張所。

### 戰後至今
1945年11月二次世界大戰戰後國民政府接收臺灣，花蓮港測候所由臺灣省行政長官公署接收，改名為臺灣省氣象局花蓮測候所。1948年臺灣省氣象局改隸屬於交通處旗下，花蓮測候所名稱不變，而全名改成臺灣省氣象所花蓮測候所。1951年10月22日上午5時34分發生芮氏規模7.1之強烈地震，造成花蓮測候所主任宿舍全倒，辦公廳舍受損嚴重，隔年除風力塔保留外其餘建築拆除重建。
1965年9月臺灣省氣象所升格為氣象局，花蓮測候所全名改為臺灣省氣象局花蓮測候所。1971年7月氣象局恢復建制，改為中央氣象局，花蓮測候所全名亦更改之。1976年11月奉中央氣象局附屬測站通則之規定，花蓮測候所改名為花蓮氣象測站，並列為三等氣象測報機構。1983年6月配合人力及業務增加，花蓮氣象測站進行擴建，1986年升格為二等氣象測報機構。1989年8月1日花蓮氣象測站全名改名為交通部中央氣象局花蓮氣象站。2023年9月改制更名為交通部中央氣象署花蓮氣象站。

## 站體結構
花蓮氣象站於日治時期成立時，為附屬在花蓮港燈臺之下的氣象觀測機構，當時辦公廳為木造建築。1921年花蓮港測候所成立以後接續花蓮港燈臺測候所之任務，花蓮港測候所當時辦公廳舍建築為木造覆瓦結構。
1951年10月22日之地震造成花蓮測候所建築嚴重毀損，除風力塔以外其餘房舍於隔年全部重建，並維持木造結構。1983年6月因應人力及業務增加進行改建，將原木造建築拆除，改為12坪之鋼筋混凝土結構建築。1984年11月27日在興建10坪大之簡報室一棟。1986年10月再度因應增設高空探測業務，將既有辦公廳拆除重建為四層樓之鋼筋混凝土結構建築，於1987年6月16日竣工驗收啟用。

## 編制
花蓮氣象站目前依照中央氣象署二等氣象站之組織，編制主任1人，職員10人，觀測採11小時作業輪班。

## 觀測項目

### 地面氣象觀測
利用地面氣象自動測報系統，每日定時實施氣壓、氣溫、風向、風速、濕度、雲、天氣現象、降水、日射、日照、能見度、蒸發量、地溫等氣象要素觀測，其中除了雲、天氣現象、蒸發量及地溫為人工觀測外，其他項目均採自動化觀測，並經由氣象局內部網路系統，將蒐集資料及每小時電碼回傳局本部，以供天氣預報及分析之需要，同時透過查詢工作站方式統計氣候資料。

### 高空氣象觀測
1987年8月1日花蓮氣象站裝設MOR-22高空氣象自動測報系統，每日兩次（颱風警報增為四次，或特定需求時增放），探測高空各層之氣象要素；電腦處理各項觀測資料，自動繪製P-T圖及高空風圖，亦立即編輯高空氣象電碼，藉由氣象署內部網路系統，回傳署本部，並向全球廣播。

### 東部遙測系統
1996年7月起設置東部雨量站、氣象站、中繼站等36個，隨時監控花蓮立霧溪、花蓮溪、秀姑巒溪等流域之降雨資料，透過氣象局內部網路系統傳送回局本部；若遇豪大雨時，可立即通報局本部與消防局等相關單位。

### 大氣污染觀測
花蓮氣象站受行政院原子能委員會委託，設有放射性污染偵測器，定期將監測之“感應體”回送原能會判讀，同時蒐取氣象站雨水樣品寄送至局本部，以供測析大氣污染程度。

### 地震觀測
SMA1強震加速度儀、A-900強震儀，另於花蓮縣境設區域即時地震站6個，速報強震站12個，遇地震時，立即回傳至臺北的中央氣象署地震測報中心，以供研判發布地震消息。

### 天氣預報
以中央氣象署署本部傳輸之天氣圖、衛星雲圖等各項資料，預報花蓮縣各地24小時天氣，並轉報由氣象預報中心、海象測報中心，發布之各類天氣預報及特報、潮汐資料。

## 外部連結
- 交通部中央氣象署花蓮氣象站 （页面存档备份，存于）